# セルビア・モンテネグロ

セルビア・モンテネグロ国家連合
Државна Заједница Србија и Црна Гора
 Državna Zajednica Srbija i Crna Gora

国歌: Хеј, Словени（セルビア語）
スラヴ人よ

セルビア・モンテネグロの位置

1. 
2. 
3. 

セルビア・モンテネグロ（セルビア語:  Србија и Црна Гора (СЦГ) / Srbija i Crna Gora (SCG)）は、東南ヨーロッパに存在した連邦国家（国家連合）。
ユーゴスラビア国家の事実上の最後の体制であり、2003年にユーゴスラビア連邦共和国から改組・改称して発足した。2006年にモンテネグロ側が独立を宣言したことに伴い、セルビア側も独立宣言と継承国宣言をしたことで消滅した。

## 概要
セルビア人の人口が多いセルビア共和国と、モンテネグロ共和国、およびセルビア共和国内のヴォイヴォディナ自治州とコソボ・メトヒヤ自治州で構成されていた。
ボスニア・ヘルツェゴビナ、クロアチア、ハンガリー、ルーマニア、ブルガリア、ギリシャ、アルバニア、マケドニアと国境を接していた。
上記の2つの共和国と2つの自治州は民族構成がかなり異なり、またユーゴスラビア連邦政府はセルビアの主導で運営されていたため、これを不満としたモンテネグロ側から独立要求が起こり、その不安定要因を回避するため2003年に国名を「セルビア・モンテネグロ」と改称すると共に、共和国の独立性が高い緩やかな共同国家とした。
しかし、憲法には3年後から連邦離脱を可能とする規定があり、2006年5月21日にモンテネグロで行われた住民投票では独立賛成が55.5%を占め、独立を可決するに必要とされた55%を超えた。これを受けて2006年6月3日（現地時間）にモンテネグロ議会が独立を宣言した。
これにより、事実上存続意義を失ったセルビア・モンテネグロ連邦政府は6月4日に大統領のスヴェトザル・マロヴィッチが退任。6月5日、セルビア議会も独立を宣言、同時にセルビアをセルビア・モンテネグロの継承国家とすることを宣言した。これをもって、1918年の発足以来88年間に渡って続いたユーゴスラビア国家の枠組みは名実ともに終止符を打つこととなった。
なお、国家としては解体した後も、一部のスポーツ競技では引き続き「セルビア・モンテネグロ」として統一チームを組んでいた時期がある。

## 国名
正式名称はセルビア語で、Србија и Црна Гора（Srbija i Crna Gora; スルビヤ・イ・ツルナ・ゴーラ）。スルビヤがセルビア、ツルナ・ゴーラがモンテネグロのセルビア語名で「黒い山」を意味している（モンテネグロはイタリア語ヴェネツィア方言（ヴェネト語））。イはセルビア語で英語の and にあたる接続詞。

 また、 Државна Заједница Србија и Црна Гора / Državna Zajednica Srbija i Crna Goraと呼ぶこともある。
公式の英語表記は、Serbia and Montenegro。日本語の表記は、セルビア・モンテネグロ。誤ってセルビア・モンテネグロ連邦と呼ばれることもある（連邦制ではあるが名称に「連邦」とはつかない）。

## 歴史
- 1918年 - セルブ・クロアート・スロヴェーン王国が成立する。
- 1929年 - ユーゴスラビア王国に国名変更
- 1943年 - ユーゴスラビア民主連邦成立
- 1945年 - ユーゴスラビア連邦人民共和国 (NFRJ)
- 1963年 - ユーゴスラビア社会主義連邦共和国（SFRJ ： マケドニア人民共和国、ボスニア・ヘルツェゴビナ人民共和国、クロアチア共和国、スロベニア人民共和国、モンテネグロ人民共和国で構成される連邦国家）
- 1980年5月4日 - ヨシップ・ブロズ・チトー死去
- 1991年6月21日 - スロベニア、クロアチアが独立宣言
- 1991年9月8日 - マケドニアが独立宣言
- 1992年4月5日 - ボスニア・ヘルツェゴビナが独立宣言
- 1992年4月28日 - セルビア共和国とモンテネグロ共和国からなるユーゴスラビア連邦共和国（FRJ、いわゆる新ユーゴ）
- 1995年11月21日 - デイトン和平合意成立
- 1996年 - コソボ解放軍の活動が活発化（コソボ紛争の本格化）
- 1997年 - ネズミ講破綻を契機として国内が混乱状況に陥ったアルバニアでコソボ解放軍の拠点作りが始まる。アルバニアから大量の武器がコソボに流出したと見られる。
- 1997年10月 - モンテネグロ独立を掲げるミロ・ジュカノヴィッチがモンテネグロ大統領に就任。
- 1998年 - セルビア警察、ユーゴスラビア軍によるコソボ解放軍の掃討作戦が始まる。コソボにおける戦闘が激化。国際世論からはアルバニア人に対する不当弾圧との非難を受ける。
- 1999年1月27日 - マケドニアが台湾と外交関係樹立。中国がマケドニアの国連軍駐留延長を安保理で拒否。アルバニア系武装勢力がユーゴ・コソボ側から侵入。
- 1999年3月22日 - セルビアとロシア及びアメリカ合衆国の対話が不成立に終わる。
- 1999年3月24日 - 北大西洋条約機構（NATO）がユーゴスラビア全土に対する空爆を開始。
- 1999年6月10日 - ユーゴスラビアはロシアによる調停案を受け入れ空爆停止。コソボに国際連合によるコソボ暫定行政ミッション（UNMIK）が始まる。ユーゴスラビア軍コソボ撤退開始（翌2000年までに終了）。コソボはユーゴスラビアの統治権から切り離される。
- 1999年11月3日 - モンテネグロでのドイツマルクの流通が合法化される。
- 2000年9月24日 - ユーゴスラビア連邦共和国大統領選挙実施。スロボダン・ミロシェヴィッチが一方的に勝利を宣言。
- 2000年10月5日 - ヴォイスラヴ・コシュトニツァを支持する野党勢力が、連邦議会、国営放送、警察署に突入。革命となりミロシェヴィッチはコシュトニツァに政権を移譲する。
- 2001年3月31日 - スロボダン・ミロシェヴィッチ逮捕。
- 2001年6月28日 - スロボダン・ミロシェヴィッチをハーグの旧ユーゴスラビア国際戦犯法廷に移送。
- 2002年4月22日 - モンテネグロ議会選挙でモンテネグロ独立派が勝利。
- 2003年2月4日 - セルビア・モンテネグロに国名変更。政体も緩やかな連邦制となる。
- 2003年3月21日 - セルビア首相ゾラン・ジンジッチが暗殺（英語版）される。政府はマフィアの一斉検挙をもって対応。1000人以上が逮捕された。
- 2005年 - セルビア外相が、モンテネグロの連邦からの分離独立を容認。
- 2006年3月11日 - ミロシェヴィッチ元大統領が獄中で死亡
- 2006年5月21日 - モンテネグロで独立の可否を問う国民投票。投票率86.3%、賛成55.4％。
- 2006年6月3日 - モンテネグロが独立を宣言。
- 2006年6月5日 - セルビアがセルビア・モンテネグロの継承国家であることを宣言。

## 政治
セルビア及びモンテネグロの2共和国から成る連合国家。
議会は1院制で定数は126名。うち91名はセルビア、35名はモンテネグロから選出された。セルビアの人口が約7,500,000人、モンテネグロの人口が約600,000人であるので、実際の人口比（約12:1）よりも多くの議席がモンテネグロ側に配分されていたことになる。
国家の元首としてセルビア・モンテネグロ大統領が存在した。2003年までのユーゴスラビア大統領が国民の直接投票によって選出されていたのに対して、セルビア・モンテネグロ大統領は議会により選出された。ユーゴスラビア時代に存在した首相は存在せず、大統領が閣議を主催した。セルビア・モンテネグロ大統領には殆ど実権が存在せず、セルビア・モンテネグロを構成する2国家セルビアとモンテネグロの大統領の方がより権限が大きかった。元々セルビアに対応するものとしてのシステムを有していたモンテネグロ大統領の方は比較的安定していたが、セルビアではユーゴスラビア連邦共和国の最後の大統領であるヴォイスラヴ・コシュトニツァがセルビア大統領への鞍替えを狙って出馬するなどいくらかの波乱があった。
セルビアとモンテネグロが共同で所有する国家機関として、国防軍、外務省、および経済や人権に関する省庁の計5つが存在した。これらに関しては、モンテネグロが負担金の支払いを行っていないため、ほとんど機能していないのが実態であった。一方で軍に関しては、連合国家設立の頃からセルビア、モンテネグロの双方が別系統の指揮系統を有していた。外務省に関してもモンテネグロが独自の外交機関を有していた。モンテネグロはセルビアからの独立以前からセルビアとモンテネグロとの国境において入国審査と税関を実施していた。

## 地方行政区分
セルビア・モンテネグロは以下の二つの自治共和国で形成されている。セルビアには2つの自治州がある。
- セルビア共和国
  - コソボ・メトヒヤ自治州
  - ヴォイヴォディナ自治州
- モンテネグロ共和国

## 地理
大部分が山地で、南西部はアドリア海に面し、南部は山がちで北部は平野が広がらない。気候は内陸部で大陸性気候、海沿いでは地中海性気候。

## 経済
主要産業は食品加工、金属、電気、化学、繊維などの工業。
1990年代、国際社会は一連のユーゴスラビア紛争の主たる責任がミロシェヴィッチ政権にあるとして、ユーゴに対して国連による経済制裁措置を課したため、国内経済は疲弊した。1994年には一か月で300万倍の物価上昇という途轍もないインフレに見舞われた。更に1999年のNATOの空爆でインフラを破壊され、経済の悪化に拍車をかけた。その後経済制裁は解除され、経済は上向いてきているが、いまだに多くの対外債務を抱えていた。
通貨に関してはセルビアとヴォイヴォディナに関してはディナールが流通しているが、コソボ、モンテネグロでは1999年からドイツマルクの流通が公式に認められ、2002年にドイツマルクが流通が完全に停止されてからはユーロが流通している。

## 国民
住民は、セルビア人が62.6%、アルバニア人が16.5%、モンテネグロ人が5%、マジャル人が3.3%、その他が12.6%（1991年調査）。
言語は、セルビア語が公用語で、かつ最も使われている (95%)。その他は、アルバニア語が5%。
宗教は、セルビア正教会が65%、イスラム教が19%、ローマ・カトリックが4%、プロテスタントが1%、その他11%である。

## 文化

### スポーツ
社会主義時代のユーゴスラビアはサッカーの強豪国のうちの一つで、東欧のブラジルの異名をとっていた。ワールドカップには1930年の第1回大会から出場していた。ワールドカップでは1930年大会の3位（ただし3位決定戦は無し）、1962年大会の4位等、ヨーロッパ選手権では1960年大会、1968年大会での準優勝、年齢別の大会では1987年のワールドユースでの優勝がある。近年は2002年大会や2004年のヨーロッパ選手権などの出場を逃していたが、国名変更後初の予選となる2006年のドイツ大会の予選では堅守などで予選を勝ち抜き10度目の本大会出場を決めた。
1974年第10回西ドイツ大会から2006年第18回のドイツ大会まで、偶数の大会（全てヨーロッパ開催）は全て出場、奇数の大会（全てヨーロッパ以外）は全て出場を逃している。
2006 FIFAワールドカップはセルビア・モンテネグロ代表として最初で最後のFIFAワールドカップとなったが、1次リーグで敗退した。
なお、セルビア・モンテネグロの代表チームはセルビア代表に受け継がれ、モンテネグロ代表は新たに作られることとなった。新チームは2006年秋から始まるサッカー欧州選手権2008予選から発足した。

### 祝祭日
| 日付        | 日本語表記       | 現地語表記 | 備考 |
| ----------- | ---------------- | ---------- | ---- |
| 1月1日、2日 | 元日             |            |      |
| 1月7日      | 正教クリスマス   |            |      |
| 4月27日     | 国家の日         |            |      |
| 5月1日      | メーデー         |            |      |
| 移動祝日    | 聖金曜日         |            |      |
| 移動祝日    | 復活祭月曜日     |            |      |
| 5月9日      | 戦勝記念日       |            |      |
| 11月29日    | 共和国施行記念日 |            |      |

## 出身者
- ヴォイスラヴ・コシュトニツァ
- ヴィェコスラフ・シュテイ - 指揮者
- ドラガン・ストイコビッチ
- ディオクレティアヌス（ポドゴリツァ出身）
- エレナ・ドキッチ
- ドラグーティン・ディミトリエヴィチ
- イーヴォ・ポゴレリチ
- ドゥシャン・マカヴェイエフ
- スロボダン・ミロシェヴィッチ（ポジャレヴァツ生まれのモンテネグロ人）
- トマス・ネーゲル
- ヴラディミル・ユーゴヴィッチ
- リュボミィル・リュボエビッチ - チェスプレーヤー
- ミロラド・パヴィチ - 小説家、翻訳者、文学史研究家

### ヴォイヴォディナ自治州、ゼムン他
- モニカ・セレシュ（ハンガリー人）
- アルベルト・ナジ（ハンガリー人?）
- ミカエル・ピューピン

### 在外
- ガブリロ・プリンチプ
- ミラ・ジョヴォヴィッチ

### 同地で活躍
- ジョージ・ケナン
- マデリーン・オルブライト

### 公式
- セルビア・モンテネグロ政府

### その他
- B92  最も普及したニュース、B92
- Burek のフォーラム セルビアと Montenegro の最も大きいフォーラム
- RTS 国民のテレビの Webpage
- Krstarica 最も普及したローカルサーチエンジン
- 旧ユーゴ便り